# 徳島県道41号徳島北灘線
徳島県道41号徳島北灘線（とくしまけんどう41ごう とくしまきたなだせん）は、徳島県徳島市北矢三町から鳴門市北灘町折野へ至る県道（主要地方道）である。

## 概要
徳島県道15号交点の起点から徳島県道14号までの間は全線で2車線の道であるが、そこからは狭く通りにくい道が多くなる。特に卯辰越は急な坂でカーブも多い上に、区間は短いものの狭小の区間がある。

### 路線データ
建設省告示に基づく起終点および経過地は次のとおり。
- 起点 : 徳島県徳島市北矢三町（徳島県道15号徳島吉野線交点）
- 終点 : 徳島県鳴門市北灘町折野（国道11号交点）
- 重要な経過地 : 徳島県鳴門市大麻町
- 路線延長 : 17.245 km（平成22年徳島県道路現況調書）

## 歴史
- 1959年（昭和34年）1月31日
徳島県が東貞方板東線として県道認定。[要出典]
- 1972年（昭和47年）3月10日
徳島県が県道224号東貞方板東線として再認定、また県道303号大麻北灘線を認定。[要出典]
- 1988年（昭和63年）3月18日
県道東貞方板東線を県道大麻徳島線に名称変更。[要出典]
- 1993年（平成5年）5月11日
建設省（当時）が、県道大麻徳島線、県道大麻北灘線を徳島北灘線として主要地方道に指定[1]。
- 1994年（平成6年）4月1日
徳島県が徳島県道224号大麻徳島線および徳島県道303号大麻北灘線を廃止し、新たに徳島県道41号徳島北灘線を認定。[要出典]
- 2006年（平成18年）7月8日
道の駅第九の里開駅。

## 路線状況

### 重複区間
- 徳島県道15号徳島吉野線（徳島市北矢三町 - 徳島市不動東町（弁天橋の前後）
- 徳島県道12号鳴門池田線（鳴門市大麻町坂東 - 鳴門市大麻町桧）

### 道路施設

#### 橋梁

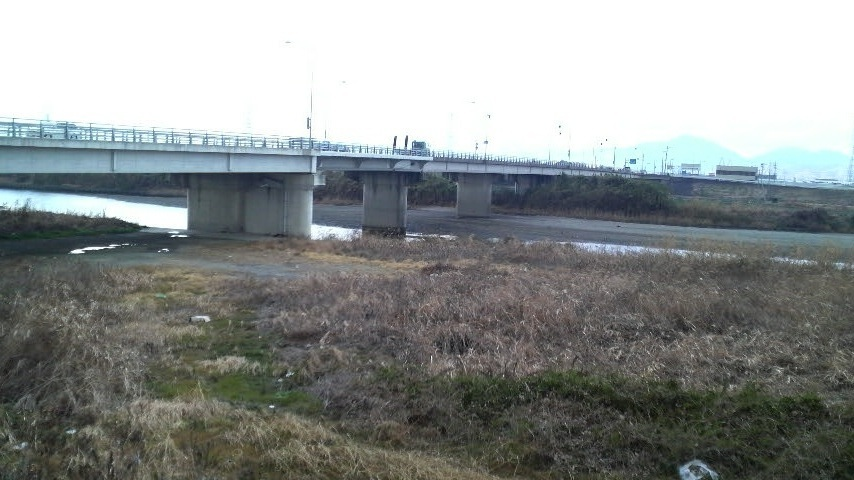
弁天橋

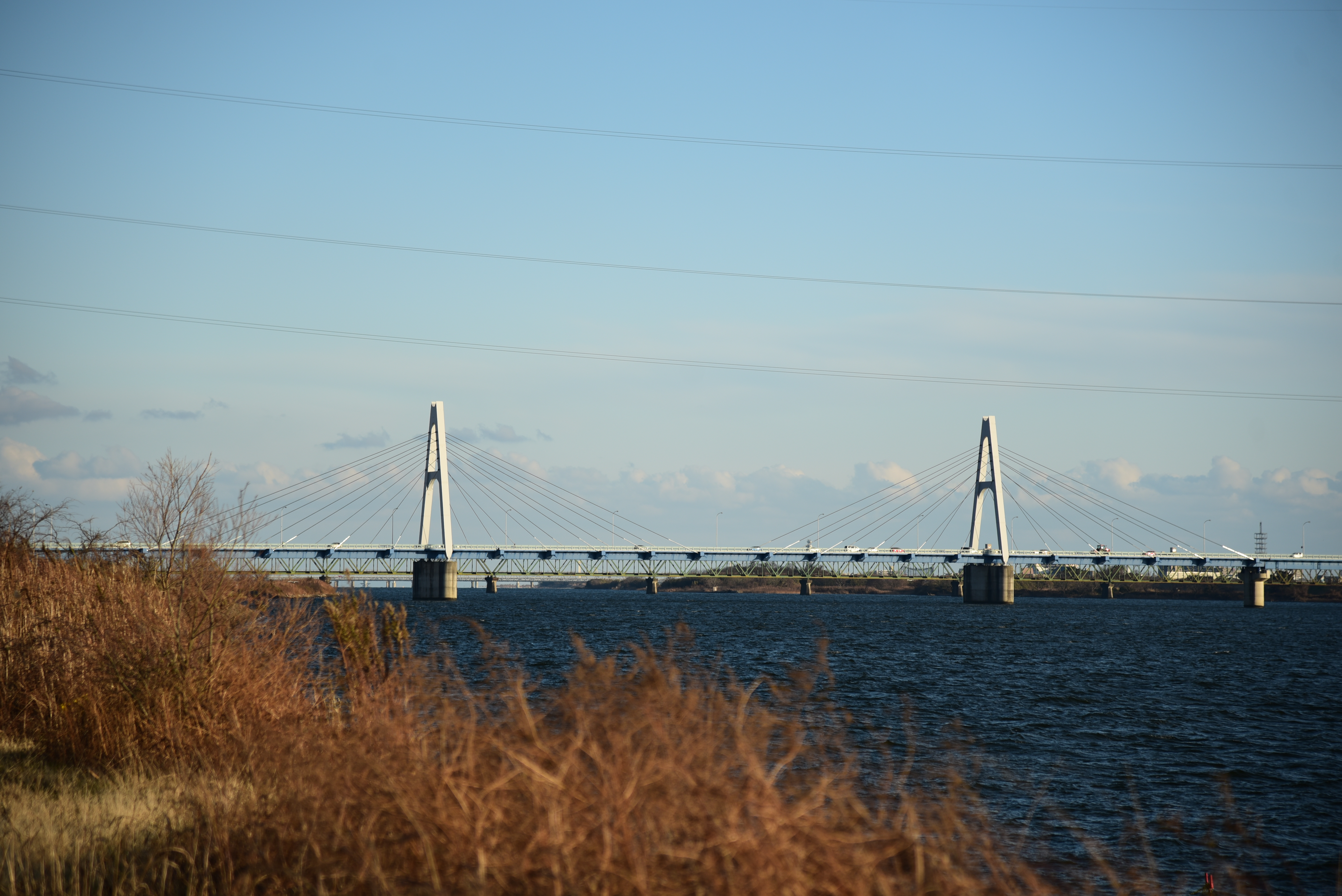
四国三郎橋

- 弁天橋（鮎喰川）
- 四国三郎橋（吉野川）

#### 道の駅

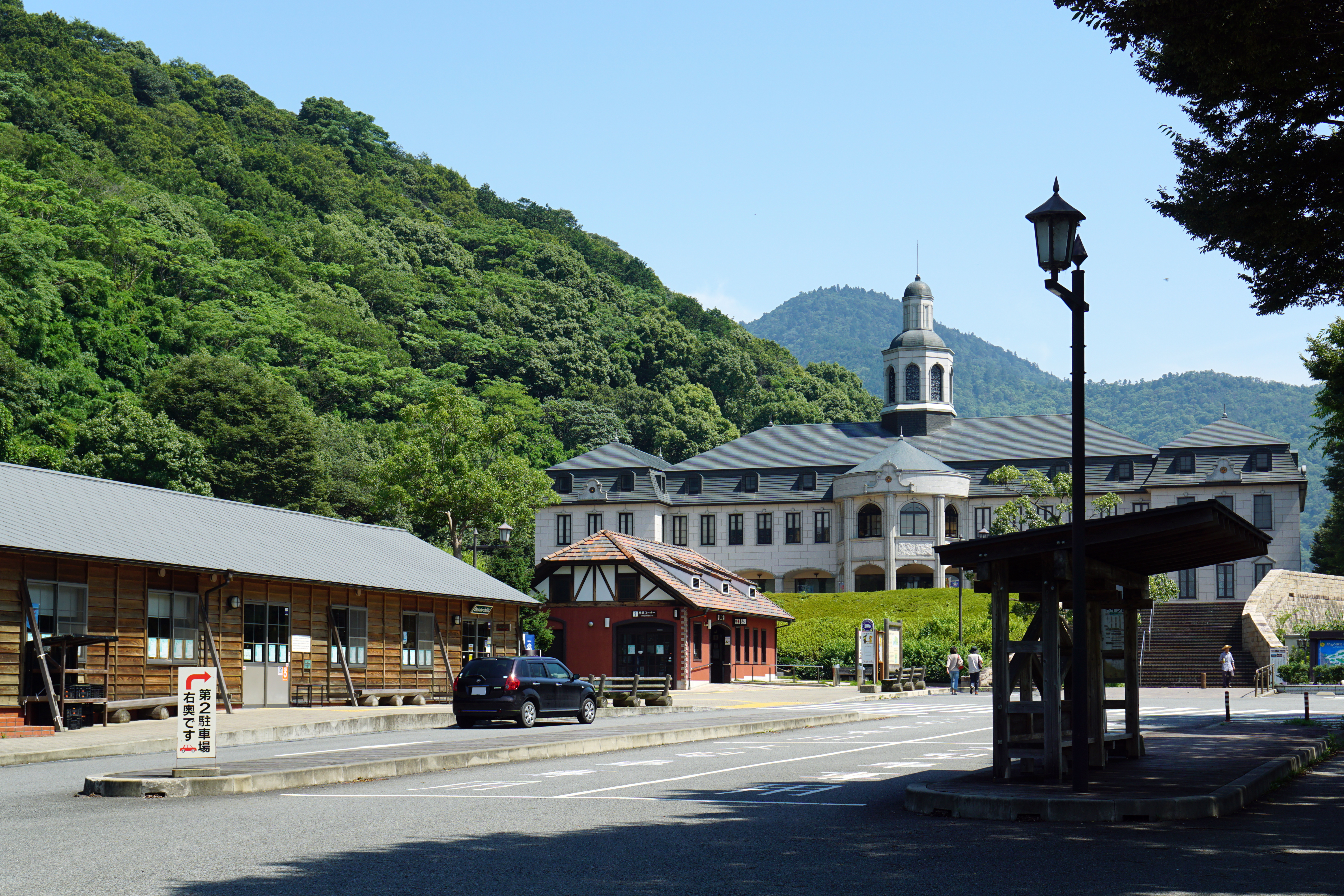
道の駅第九の里

- 道の駅第九の里

### 異常気象時通行規制区間

鳴門市大麻町板東にて。これより北側の区間が規制の対象となる。

- 鳴門市大麻町坂東 - 鳴門市北灘町折野 約4.7 km(1時間あたり50mm以上もしくは連続雨量24時間あたり150mm以上で全面通行止)
- この区間は、冬季においてチェーン等の規制が行われる場合がある。

## 地理

### 通過する自治体
- 徳島市
- 板野郡藍住町
- 鳴門市

### 交差する道路
- 徳島県道15号徳島吉野線（徳島市北矢三町、起点）
- 徳島県道15号徳島吉野線（徳島市不動東町）
- 徳島県道137号土成徳島線（徳島市応神町東貞方）
- 徳島県道29号徳島環状線（徳島市応神町東貞方貞光）
- 徳島県道29号徳島環状線（徳島県道121号藍住吉成停車場線重複）（徳島市応神町東貞方西川淵）
- 徳島県道14号松茂吉野線（板野郡藍住町勝瑞西勝地 / 板野郡藍住町勝瑞西地:バイパス）
- 徳島県道226号津慈広島線（鳴門市大麻町津慈）
- 徳島県道12号鳴門池田線（鳴門市大麻町坂東）
- 徳島県道166号板東停車場線：鳴門市大麻町板東
- 徳島県道12号鳴門池田線・徳島県道225号檜藍住線（鳴門市大麻町桧）
- 国道11号（国道377号重複）（鳴門市北灘町折野、終点）

### 沿線にある施設など
- 徳島陸運支局
- 鳴門市ドイツ館
- 鳴門市賀川豊彦記念館